# Фетешть
Фетешть, Фетешті (рум. Fetești) — місто у повіті Яломіца в Румунії, що має статус муніципію. Адміністративно місту підпорядковані такі села (дані про населення за 2002 рік):
- Буліга (1157 осіб)
- Влашка (2160 осіб)
- Фетешть-Гаре (21884 особи)

Місто розташоване на відстані 137 км на схід від Бухареста, 42 км на південний схід від Слобозії, 68 км на захід від Констанци, 118 км на південь від Галаца.

## Населення
За даними перепису населення 2002 року у місті проживали 33 294 особи.
Національний склад населення міста:
| Національність   | Кількість осіб | Відсоток |
| ---------------- | -------------- | -------- |
| румуни           | 31700          | 95,2%    |
| цигани           | 1503           | 4,5%     |
| росіяни-липовани | 55             | 0,2%     |
| угорці           | 12             | < 0,1%   |
| німці            | 9              | < 0,1%   |
| татари           | 5              | < 0,1%   |
| турки            | 4              | < 0,1%   |
| серби            | 1              | < 0,1%   |
| греки            | 1              | < 0,1%   |
| євреї            | 1              | < 0,1%   |

Рідною мовою назвали:
| Мова             | Кількість осіб | Відсоток |
| ---------------- | -------------- | -------- |
| румунська        | 31952          | 96,0%    |
| циганська        | 1291           | 3,9%     |
| російська        | 27             | 0,1%     |
| угорська         | 9              | < 0,1%   |
| німецька         | 6              | < 0,1%   |
| турецька         | 4              | < 0,1%   |
| татарська        | 1              | < 0,1%   |
| сербська         | 1              | < 0,1%   |
| грецька          | 1              | < 0,1%   |
| єврейська (їдиш) | 1              | < 0,1%   |

Склад населення міста за віросповіданням:
| Релігія        | Кількість осіб | Відсоток |
| -------------- | -------------- | -------- |
| православні    | 32854          | 98,7%    |
| адвентисти     | 187            | 0,6%     |
| баптисти       | 73             | 0,2%     |
| римо-католики  | 58             | 0,2%     |
| п'ятдесятники  | 54             | 0,2%     |
| старообрядці   | 15             | < 0,1%   |
| атеїсти        | 10             | < 0,1%   |
| мусульмани     | 8              | < 0,1%   |
| реформати      | 7              | < 0,1%   |
| греко-католики | 4              | < 0,1%   |
| юдеї           | 3              | < 0,1%   |
| бретрени       | 1              | < 0,1%   |
| лютерани       | 1              | < 0,1%   |

## База ВПС Румунії
За 8 км від міста знаходиться 86-та авіабаза. Із 2016 року там знаходяться літаки Ф-16. У вересні 2023 року туди прибули ще 4 американських літаки F-16, які будуть патрулювати повітряний простір Румунії.

## Зовнішні посилання
- Дані про місто Фетешть на сайті Ghidul Primăriilor [Архівовано 9 вересня 2012 у Wayback Machine.]